# Las Vegas Airport
Las Vegas Airport är en flygplats i Guatemala.   Den ligger i departementet Departamento de Izabal, i den östra delen av landet, 200 km nordost om huvudstaden Guatemala City. Las Vegas Airport ligger 15 meter över havet. Den ligger vid sjön Lago de Izabal.
Terrängen runt Las Vegas Airport är huvudsakligen platt, men österut är den kuperad. Runt Las Vegas Airport är det ganska glesbefolkat, med 36 invånare per kvadratkilometer. Närmaste befolkade plats är Biotropo Choncon Mecacas, 9,2 km nordost om Las Vegas Airport. I omgivningarna runt Las Vegas Airport växer i huvudsak städsegrön lövskog.